# Porodnice v Londýnské
Porodnice v Londýnské je bývalá porodnice v Praze 2 na Vinohradech. Objekt nyní patří University of New York in Prague.

## Historie
Porodnicko – gynekologické sanatorium dr. Záhorský a dr. Jerie bylo otevřeno v roce 1924 v budově pocházející z roku 1888.
Původní sanatorium bylo přestavěno roku 1931 architektem Bertholdem Schwarzem ve stylu konstruktivismu (adaptace a nástavba sanatoria).
Po roce 1948 byla klinika znárodněna. Později se stala součástí DNF Motol. Od roku 1979 do 30. března 1985 probíhala její rekonstrukce, při které byla rozšířena o další tři činžovní domy.
V restitucích v roce 1991–1992 byly 3 ze 4 domů vráceny majitelům. Porodnice byla v provozu do 14. července 1995.

## Další informace
V Londýnské v průběhu let mělo adresu několik sanatorií, porodnic a dalších zdravotnických institucí; například v domě čp. 545/15 na rohu Hálkovy a Klicperovy (Záhřebská), postaveném roku 1889 a později přebudovaném, bylo Sanatorium pro porodnictví a choroby ženské a Ústřední svaz nemocenských pojišťoven.